# He Was a Quiet Man
Pour plus de détails, voir Fiche technique et Distribution.
He Was a Quiet Man est un film dramatique sorti en 2007, écrit et réalisé par Frank Cappello. Avec Christian Slater, Elisha Cuthbert et William H. Macy.

## Synopsis
Bob Maconel (Christian Slater) est un employé désemparé ayant l'idée de tuer ses collègues. Cependant, lors d'une mauvaise journée, Bob passe de meurtrier potentiel à héros inopiné ; un de ses collègues est devenu fou et tire dans les locaux, avant que Bob ne le fasse. Bob contrecarre les plans du meurtrier en le tuant par l'arme à feu dont il voulait se servir. Il réussit également à sauver la vie de Vanessa (Elisha Cuthbert). L'invisible individu est soudainement propulsé sous les feux du monde public, il est alors considéré comme un héros par ceux qu'il voulait tuer, promu en tant que "Vice-Président de la Pensée Créative" et reçoit des bénéfices en nature. Mais Vanessa, paraplégique, lui demande de l'aider à mettre fin à ses jours...

## Fiche technique
- Titre : He Was a Quiet Man
- Réalisation : Frank Cappello
- Scénario : Frank Cappello
- Photographie : Brandon Trost
- Montage : Kirk M. Morri
- Musique : Jeff Beal
- Producteur : Frank Cappello
- Distributeur : Bleiberg Entertainment
- Pays d’origine : États-Unis
- Langue : anglais
- Durée : 109 min.
- Date de sortie : 2007

## Distribution
- Christian Slater : Bob Maconel
- Elisha Cuthbert : Venessa Parks
- William H. Macy : Gene Shelby
- Sascha Knopf : Paula
- Jamison Jones : Scott Harper
- Michael DeLuise : Détective Sorenson